# Anagyrus bermudensis
Anagyrus bermudensis är en stekelart som först beskrevs av Kerrich 1982.  Anagyrus bermudensis ingår i släktet Anagyrus och familjen sköldlussteklar. Inga underarter finns listade i Catalogue of Life.